# ルーディミッドナイトランナーズ
RUDIE MIDNIGHT RUNNERS（ルーディミッドナイトランナーズ）は日本のロックバンドである。1982年結成、1997年-2007年活動休止。2008年再始動。

## メンバー
- 松比良直樹（まつひら なおき、1963年4月13日、熊本市出身）：ボーカル・ギター・サクソフォーン
- 和田明夫（わだ あきお、1978年2月11日、福岡市出身）：ギター・ボーカル・DJ
- 松浦忠信（まつうら ただのぶ、1982年4月8日、東京都出身）：ギター・打ち込み

## サポート・メンバー
- 石田光宏（マルコシアス・バンプ、12月4日）：ドラム・パーカッション

## 旧メンバー
- 木原敬之：ギター
- 大西ツル：ギター　magnolia
- 宍倉州吾：ギター　JETZT
- 西室達也：ギター
- 梅木浩：ベース　velvetz
- 入交一成：ベース　元eva-h and DIAMONDS・現MODERN DOLLZ
- 村瀬弘幸：ドラム
- 掛橋誠一：キーボード

## 略歴
1982年
松比良直樹、大西ツル、入交一成、村瀬弘幸でD-MORALを結成。名古屋E.L.Lで活動開始。動員を増やすためにCBS・ソニーSDオーディションやヤマハ・ライト・ミュージック・コンテスト等数々のコンテストにエントリー。結果的に全てグランプリを獲得。コンテスト荒らしとまで呼ばれた。
1983年
CBS・ソニーと契約するがプロデューサーとの暴行問題により破談。
1984年
4月、掛橋誠一が加入。8月、宝島主催のインディーズイベント（代々木公園野外音楽堂）に参加。デビュー前のレピッシュ、GO-BANG'S、THE PRIVATESらと共演。
1987年
4月、NHKヤングミュージックフェスティバル全国大会に出場をきっかけに東京〜九州のツアーを開始。前述の審査委員長だった井上堯之の目に留まり発掘される。
1989年
1月、活動拠点を東京の新宿LOFTに移す。
1990年
4月、PowerVoice事務所設立。
1991年
4月13日、BMGビクターと契約。
1992年
アルバム制作のため渡英。プロデューサーに江蔵浩一を迎えTHE MODSの1stアルバム『FIGHT OR FLIGHT』でも知られるマスターロックスタジオでレコーディング。ジャケットはイギリスのデザイン集団TOMATOが手がける。レコーディング終了後ロンドンのクラブにてヴェルヴェット・アンダーグラウンドの元メンバー、ダムドの元メンバー、ベイ・シティ・ローラーズの元メンバー、レスリー・マッコーエンらと共にGIGを開催。11月21日シングル「HELLO HAPPY DAYS」でメジャー・デビュー。ネオドラマ主題歌に使用。初めての全国ツアー開始。
1993年
2月24日、アルバム『psycho drops』発売。7月21日、シングル「明日へのONE MORE TRY」発売。鈴鹿8時間耐久ロードレーステーマソング。
1997年
2月、メンバーチェンジによる活動休止。3月、松比良・野島がBUTTERFLYを結成。4月、G.小島惠子・B.寺崎ゆみこ・Dr.園尚士が加入。横道坊主の中村義人、ザ・ストラマーズの岩田美生らと新宿LOFTを中心にGIGを開催。
2008年
8月9日、MODERN DOLLZの元ボーカル・佐谷光敏の追悼ライヴにて再始動。
2009年
5月、プログラマー兼ギターの松浦忠信が正式参加。

## 作品

### 音源

#### シングル
- Hello Happy Days/psyco drops（1992年11月21日）
- FASHION（1992年11月21日）
- 明日へのONE MORE TRY（1993年7月21日）
- Hey shalala（1993年7月21日）
- Easy Come Easy Go（1995年2月10日）
- monday morning（1995年5月13日）
- eat eat eat（1995年11月11日）
- カサノヴァの誹謗（1996年6月10日）

#### オリジナル・アルバム
- psyco drops（1993年2月24日）